# Tristan Murail
Tristan Murail (Le Havre, 11 marzo 1947) è un compositore francese.

## Biografia
Figlio del poeta Gérard Murail e della giornalista Marie-Thérèse Barrois; dopo aver seguito studi d'ampio respiro (dalla lingua araba all'economia) decide - nel 1967 - di dedicarsi allo studio della musica ed entra al Conservatorio di Parigi, dove nei seguenti cinque anni studia composizione con Olivier Messiaen. Tra il 1971 e il 1973 è ospite in Italia dell'Académie de France à Rome grazie al Prix de Rome. Nel gennaio del 1973 insieme a Michaël Lévinas, Hugues Dufourt, Gérard Grisey e Roger Tessier fonda "L'Itinéraire", che diviene uno dei principali gruppi europei di musica contemporanea.
Come compositore si avvale del progresso informatico e dell'uso in campo acustico dello spettrometro e i risultati delle sue ricerche hanno ottenuto che il nome di Tristan Murail - insieme a quello di Gérard Grisey - siano legati per sempre allo stile musicale detto musica spettrale o spettralismo.

## Composizioni

### Musiche sinfoniche
- 1970, Altitude 8000
- 1972, Au-delà du Mur du son, per grande orchestra
- 1974-1975, Sables
- 1979, Les Courants de l'espace, per ondes Martenot e piccola orchestra
- 1980, Gondwana
- 1985, Sillages
- 1986, Time and again, nella Great Hall of the Aston University di Birmingham diretta da Simon Rattle
- 1990-1991, La Dynamique des fluides
- 1996, Le partage des eaux, per grande orchestra
- 2003-2004, Terre d'ombre, per grande orchestra e suoni elettronici
- 2007, Contes cruels, per 2 chitarre elettriche e orchestra
- 2010, Les Sept Paroles, per orchestra, coro e suoni elettronici
- 2012, Le Désenchantement du monde, concerto per piano e orchestra
- 2013, Reflections / Reflets I - Spleen
- 2013, Reflections / Reflets II - High Voltage / Haute tension
- 2017, Reflections / Reflets III - Vents et marées / Tidal winds

### Musiche per ensemble (10-22 strumenti)
- 1969, Couleur de Mer, per 15 strumenti
- 1973, La Dérive des continents, per viola solista e orchestra d'archi
- 1976, Mémoire / Erosion, per corno e nove strumentisti
- 1982, Désintégrations, per 17 strumenti e suoni elettronici
- 1992, Serendib, per ensemble di 22 musicisti
- 1993-1994, L'Esprit des dunes, per ensemble
- 2001, Le lac, per ensemble
- 2005, Pour adoucir le cours du temps, per 18 strumenti ed elettronica
- 2006, Légendes urbaines, per 22 strumenti
- 2008, Liber Fulguralis, per ensemble strumentale, sintesi elettronica e video
- 2009, En moyenne et extrême raison, per ensemble e suoni elettronici
- 2014, Un Sogno, per ensemble ed elettronica
- 2017, Near Death Experience d'après l'Ile des morts d'Arnold Böcklin, per ensemble e video

### Musiche per ensemble (4-9 strumenti)
- 1972 (rev. 1992), L'attente, per sette strumentisti
- 1978, Ethers, per flauto e ensemble strumentale
- 1978, Treize couleurs du soleil couchant, per 5 strumenti
- 1988, Vues aériennes, per corno, violino, violoncello, piano
- 1989, Allégories, per 6 strumenti e suoni elettronici
- 1996, Bois flotté, per piano, trombone, trio d'archi, suoni sintetizzati e dispositivo elettronico
- 1998, Feuilles à travers les cloches, estratto da «Portulan», per flauto, violino, violoncello e piano
- 1993, La Barque mystique, per cinque strumenti
- 2000, Winter fragments, per flauto, clarinetto, piano, violino, violoncello e dispositivo elettronico,
- 2006, Seven Lakes Drive, estratto da «Portulan», per flauto, clarinetto, corno, piano, violino e violoncello
- 2011, La Chambre des cartes, estratto da «Portulan», pour flauto, clarinetto, corno, piano, violino, viola, violoncello e percussioni
- 2011, Lachrymae, per flauto in sol e quintetto d'archi
- 2011, Paludes, estratto da «Portulan», per flauto in sol, clarinetto, violino, viola e violoncello
- 2012, The Bronze Age, per flauto, clarinetto, trombone, violino, violoncello e piano

### Musiche cameristiche
- 1970, Où Tremblent les Contours, per 2 viole
- 1971, Mach 2,5, per due ondes Martenot
- 1971, Les Miroirs étendus, per ondes Martenot e piano
- 1973, Les Nuages de Magellan, per 2 ondes Martenot, chitarra elettrica e percussioni
- 1974, Tigre de verre, per ondes Martenot e piano
- 1986, Atlantys, per 2 sintetizzatori DX7 Yamaha, estratto da Random Access Memory,
- 1986, Vision de la Cité Interdite, per 2 sintetizzatori DX7 Yamaha, estratto da Random Access Memory
- 1990, Le Fou à pattes bleues, per flauto e piano,
- 2006, Les Ruines circulaires, estratto da «Portulan», per clarinetto e violino
- 2008, Garrigue, estratto da «Portulan», per flauto basso (o flauto in sol), viola, violoncello e percussioni
- 2011, Dernières nouvelles du vent d'ouest, estratto da «Portulan», per corno, viola, piano e percussioni
- 2015, Travel Notes, per 2 pianoforti e 2 percussioni
- 2016, Sogni, ombre et fumi, per quartetto d'archi

### Musiche per strumento solista
- 1972, Estuaire, 2 pezzi per piano
- 1976, C'est un jardin secret, ma sœur, ma fiancée, une fontaine close, une source scellée per viola
- 1977, Tellur, per chitarra
- 1977, Territoires de l'oubli, per piano
- 1982, La Conquête de l'Antarctique, per ondes Martenot
- 1984, Vampyr !, per chitarra elettrica, estratto da Random Access Memory
- 1992, Attracteurs étranges, per violoncello
- 1992, Cloches d'adieu, et un sourire... in memoriam Olivier Messiaen, per piano
- 1993, La Mandragore, per piano
- 1994, C'est un jardin secret, ma sœur, ma fiancée, une fontaine close, une source scellée per violoncello
- 1995, Unanswered questions, per flauto
- 1998, Comme un œil suspendu et poli par le songe... , per piano
- 2002, Les Travaux et les Jours, per piano

### Musiche vocale e corali
- 1995-2004, ...amaris et dulcibus aquis..., per coro misto e suoni elettronici
- 2016, La Vallée Close, sur des sonnets de Pétrarque per mezzosoprano, clarinetto, violino, viola e violoncello